# Massacre de Pottawatomie

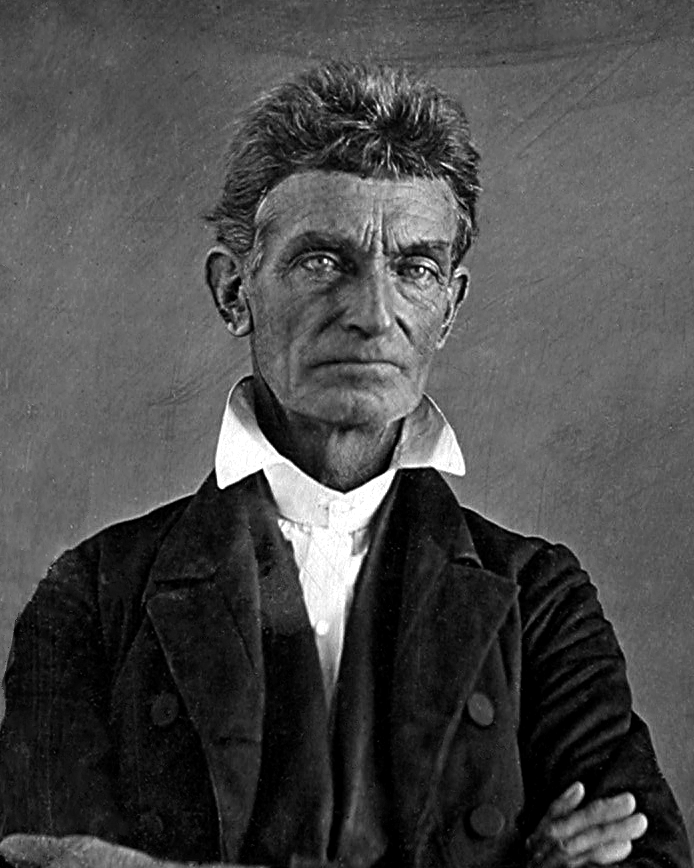
John Brown photographié en 1856, l'année du massacre de Pottawatomie, dont il fut l'instigateur.

Le massacre de Pottawatomie (Kansas) fait partie d'une série de violentes confrontations politiques et populaires regroupées sous le nom de Bleeding Kansas qui opposèrent, de 1854 à 1861, dans le Territoire du Kansas et les villes de la frontière ouest du Missouri, les Free Soilers (anti-esclavagistes) et les Border Ruffians (partisans de l'esclavage). Les évènements du Bleeding Kansas menèrent directement à la guerre de Sécession et conditionnèrent les relations entre Kansas et Missouri.
Dans la nuit du 24 mai 1856 et au matin du jour suivant, en réaction au saccage de Lawrence (Kansas) par des esclavagistes, John Brown et un groupe de colons abolitionnistes — certains d'entre eux membres des Pottawatomie Rifles — assassinent cinq partisans de l'esclavage, au nord de Pottawatomie Creek, dans le comté de Franklin (Kansas).

## Contexte
John Brown avait été particulièrement affecté par le saccage de Lawrence, au cours duquel une troupe de 800 hommes avait détruit les imprimeries de deux journaux abolitionnistes, le siège de l'État libre du Kansas, un gouvernement extra-légal institué en réponse au gouvernement pro-esclavagiste du Territoire, ainsi que la résidence de Charles Robinson, un des leaders du mouvement abolitionniste.
Les violences avaient été saluées par la presse esclavagiste. Des journalistes comme Benjamin F. Stringfellow (en), du Squatter Sovereign, proclamaient que les esclavagistes étaient « prêts à repousser l'invasion nordiste et à faire du Kansas un État esclavagiste, nos rivières dussent-elles être rougies du sang de leurs victimes et les cadavres des abolitionnistes si nombreux dans l'État qu'ils fassent craindre la maladie et les épidémies, nous ne nous laisserons pas écarter de notre objectif. ».
Brown enrageait face à la violence des esclavagistes, mais aussi face à ce qu'il considérait comme la réaction timorée de leurs adversaires, abolitionnistes et Free Soilers, qu'il décrivait comme des lâches.
Enfin, deux jours avant le massacre, Brown avait été informé de l'altercation au cours de laquelle l'esclavagiste Preston Brooks (en) avait assommé à coups de canne l'abolitionniste Charles Sumner, dans l'enceinte même du Congrès.

## Attaque
Une compagnie de Free Soilers commandée par John Brown Jr. est mise sur pied et un groupe venu d'Osawatomie les rejoint. Au matin du 22 mai 1856, ils apprennent la nouvelle du saccage de Lawrence. Ne sachant pas si leur aide est nécessaire, ils font route vers Lawrence, passent la nuit prés d'Ottawa Creek, restent dans les environs l'après-midi du 23 mai, puis rentrent chez eux. Le même jour, John Brown Sr. choisit quelques hommes pour l'accompagner dans une « expédition secrète ». John Brown Jr., agissant en qualité de capitaine de la compagnie, s'oppose à cette initiative, mais voyant que son père s'y entête, il finit par donner son accord, en recommandant au groupe « de ne pas faire de bêtises ». John Brown est accompagné par quatre de ses fils — Frederick, Owen, Salmon, et Oliver — Thomas Weiner et James Townsley, que John Brown a convaincus de les transporter dans son chariot jusqu'au théâtre des opérations.
Le soir venu, le petit groupe campe entre deux ravins, à l'orée des bois, à quelque distance à droite de la route principale. Il y reste sans se faire remarquer jusqu'au soir du 24 mai. Peu de temps après la tombée de la nuit, Brown et ses hommes quittent leur cachette pour lancer leur « expédition secrète ». Tard dans la soirée, ils frappent à la porte de James P. Doyle et lui ordonnent, ainsi qu'à ses fils William et Drury (tous trois d'anciens chasseurs d'esclaves) de les accompagner en tant que prisonniers. Le troisième fils de Doyle, âgé de 16 ans, est épargné après que sa mère a plaidé sa cause et fait valoir qu'il n'appartient pas au Law and Order Party esclavagiste. Les trois hommes sont emmenés sous bonne garde et, sous le couvert de la nuit, assassinés à coups de sabre par Owen Brown et un de ses frères. John Brown Sr. ne participe pas à l'exécution et se contente de tirer le coup de grâce dans la tête de James Doyle pour s'assurer qu'il est bien mort.
Brown et sa bande se rendent ensuite au domicile d'Allen Wilkinson et lui ordonnent de sortir. Il est frappé et poignardé à mort par Henry Thompson et Theodore Wiener, peut-être avec l'aide des fils de Brown.
Brown et ses hommes franchissent alors la Pottawatomie, et peu après minuit, font irruption, sabre au poing, dans la cabane de James Harris où ils trouvent le propriétaire en compagnie de trois invités : John S. Wightman, Jerome Glanville et William Sherman, le frère de Henry Sherman ("Dutch Henry"), un esclavagiste militant.
Glanville et Harris sont emmenés au-dehors pour être interrogés. On leur demande s'ils ont menacé des Free Soilers, aidé des Border Ruffians ou participé au saccage de Lawrence. Satisfait de leurs réponses, John Brown laisse Glanville et Harris regagner la cabane. William Sherman, quant à lui, est entraîné au bord du ruisseau et taillé en pièces à coups de sabre par Wiener, Thompson, et les fils de Brown.
Ayant appris de leur victime que « Dutch Henry », leur objectif principal, était absent, les hommes de Brown mettent fin à leur expédition et retournent au ravin où ils avaient dressé leur campement. Ils rejoignent la compagnie d'Osawatomie dans la nuit du 25 mai.
Dans les deux années précédant le massacre, huit personnes avaient trouvé la mort au Kansas dans des violences liées au débat sur l'esclavage et aucun incident n'avait eu lieu dans les environs de Pottawatomie. En assassinant cinq personnes en une seule nuit, John Brown mit le feu aux poudres et initia la séquence la plus sanglante du Bleeding Kansas, trois mois de raids et de représailles pendant lesquels 29 personnes perdirent la vie.

## Le rôle de Brown et ses motivations
Dans le Territoire du Kansas, le rôle de Brown dans le massacre n'était un secret pour personne. Une commission d'enquête du Congrès fédéral l'identifia comme en étant le principal responsable.
Après son raid de 1859 sur Harpers Ferry, la presse abolitionniste de l'Est nia cependant sa participation au massacre. James Redpath, journaliste-propagandiste et auteur de la première biographie notable de Brown, alla jusqu'à nier la présence de Brown sur place.
Ce n'est qu'en 1879, après le témoignage de James Townsley (indiquant que Brown l'avait contraint à participer à l'expédition), que ses sympathisants finirent par admettre la vérité.
Ils se consacrèrent alors à trouver des justifications au massacre. Les victimes auraient ainsi été  assassinées en représailles pour la pendaison d'un Free Soiler ; pour le meurtre du frère de John Brown ; pour le meurtre d'un de ses fils et l'arrestation d'un autre ; pour l'incendie de la colonie anti-esclavagiste d'Osawatomie et pour les outrages infligés à l'épouse de Brown et à ses filles.
Ces excuses furent récusées l'une après l'autre : aucune pendaison n'avait eu lieu ; un homme dénommé R. P. Brown avait bien été victime des violences, mais il n'avait pas de lien de parenté avec l'organisateur du massacre ; la mort du fils de John Brown, l'arrestation de l'autre et l'incendie d'Osawatomie étaient des conséquences du massacre et ne l'avaient en aucun cas précédé ; l'épouse de Brown et ses filles n'avaient jamais mis les pieds au Kansas.
Les sympathisants de Brown durent alors argumenter que le massacre était une réponse à des menaces proférées par les esclavagistes qui en avaient été victimes.
À ce propos, Charles Robinson (premier gouverneur du Kansas et abolitionniste convaincu) déclarait : « Quand on sait que de telles menaces étaient plus nombreuses, dans les deux camps et sur tout le Territoire, que les myrtilles en juin, et qu'elles étaient considérées comme aussi triviale qu'un courant d'air, cette accusation ne peut justifier l'assassinat nocturne des partisans de l'esclavage, qu'ils aient ou non proféré des menaces… S'il avait fallu tuer tous les hommes qui, au Kansas, se laissaient aller à de telles menaces, il ne serait resté personne pour enterrer les morts ».
John Brown resta toujours évasif quant à son rôle dans le massacre, même après avoir été condamné à la pendaison pour son rôle dans le raid sur Harper's Ferry. Il avait informé les membres de son groupe de son objectif. Selon James Townsley, il s'agissait pour lui de « frapper de terreur les esprits des esclavagistes ».